# Raquel Alonso Hernández
Raquel Alonso Hernández (Valladolid, 11 de abril de 1991) es una arquitecta y política española, diputada por el Partido Popular en el Congreso durante la XII legislatura.
Desde el 29 de abril de 2022 es la Delegada Territorial de la Junta de Castilla y León en Valladolid.

## Biografía
Es arquitecta por la Escuela Técnica Superior de la Universidad de Valladolid y cursó la especialidad de urbanismo, desarrollo urbano y desarrollo arquitectónico en la Universidad de Hamburgo. Posee también un grado medio de Música, especialidad Piano, cursado en un conservatorio privado. Profesionalmente trabaja como arquitecta en una empresa vallisoletana. A nivel político, es concejala en el Ayuntamiento de Alaejos y, desde noviembre de 2016, es diputada por Valladolid en el Congreso, la más joven de la Cámara Baja, en sustitución de Tomás Burgos tras la renuncia a su escaño.